# 정유석 (배우)
정유석(1972년 12월 27일 ~ )은 대한민국의 배우이다.

## 생애
1972년 12월 27일에 출생한 그는 1989년 KBS 특채 탤런트로 데뷔하였는데 갑작스런 군 입대 때문에 활동을 잠정 중단했고 이로 인해 그 동안 출연해 온 SBS 드라마 《열정시대》에서 중도하차했다

## 학력
- 1979년 ~ 1985년 서울독립문초등학교
- 1985년 ~ 1988년 대신중학교
- 1988년 ~ 1991년 서울공업고등학교

## 경력
- 1989년 KBS 특채 탤런트

## 출연

### 방송

#### 드라마
- 1989년 KBS 2TV 《일출》
- 1990년 KBS 2TV 《야망의 세월》 - 박건우 역
- 1991년 KBS 2TV 《아스팔트 내 고향》
- 1992년 KBS 2TV 《남편의 여자》
- 1992년 SBS 《모닥불에 바친다》 - 김동석 역
- 1993년 SBS 《열정시대》 - 서강우 역(중도하차)
- 1993년 SBS 《한강 뻐꾸기》 - 허진수 역
- 1995년 SBS 《코리아게이트》 - 김현철 역
- 1996년 SBS 《도둑》
- 1996년 SBS 《성장느낌 18세》
- 1999년 SBS 《TV영화 러브스토리 - 해바라기》
- 2000년 KBS 1TV 《민들레》 - 유재석 역
- 2000년 SBS 《용서》 - 장윤수 역
- 2001년 SBS 《그래도 사랑해》 - 민지훈 역
- 2001년 KBS 1TV 《우리가 남인가요》
- 2001년 SBS 《아버지와 아들》 - 김명호 역
- 2003년 SBS 《올인》 - 임대수 역
- 2003년 SBS 《선녀와 사기꾼》 - 조승준 역
- 2005년 MBC 《김약국의 딸들》 - 정홍섭 역
- 2005년 MBC 《MBC 베스트극장 - 그녀가 보고 있다》 - 민재 역
- 2005년 MBC 《추리다큐 별순검》 - 김사율 역
- 2008년 OCN 《과거를 묻지 마세요》 - 서기우 역
- 2010년 SBS 《사랑의 기적》 - 서봉달 역
- 2012년 SBS 《맛있는 인생》 - 홍석구 역
- 2014년 TvN 《삼총사》 - 연암 박지원 역 (특별 출연)
- 2015년 MBC 《위대한 조강지처》 - 도형민 역

#### 예능
- 2017년 SBS 《불타는 청춘》 - 출연자 (2017.07.25~2017.08.08)
- 2017년 SBS 《불타는 청춘》 - 출연자 (2017.08.29~2017.10.03)

#### 라디오
- 2015년 EBS FM 《EBS 책 읽는 라디오 낭독 시리즈》 - 출연자

### 영화
- 1990년 《있잖아요 비밀이에요》 - 준서 역
- 1991년 《혼자도는 바람개비》 - 남도 역
- 1992년 《인생이 뭐 객관식 시험인가요》
- 2002년 《여우비》
- 2005년 《너는 내 운명》 - 천수 역
- 2007년 《리턴》 - 장석호 역
- 2008년 《외톨이》 - 정세진 역
- 2015년 《미쓰 와이프》 - 최 검사 역
- 2016년 《하프》 - 김기주 역

### 공연

#### 연극
- 1989년 《햄릿》 - 오즈리크 역 (1989.04.15~1989.04.23)

### 뮤직비디오
- 2006년 씨야 - 〈구두〉